# Cecil D. Haney

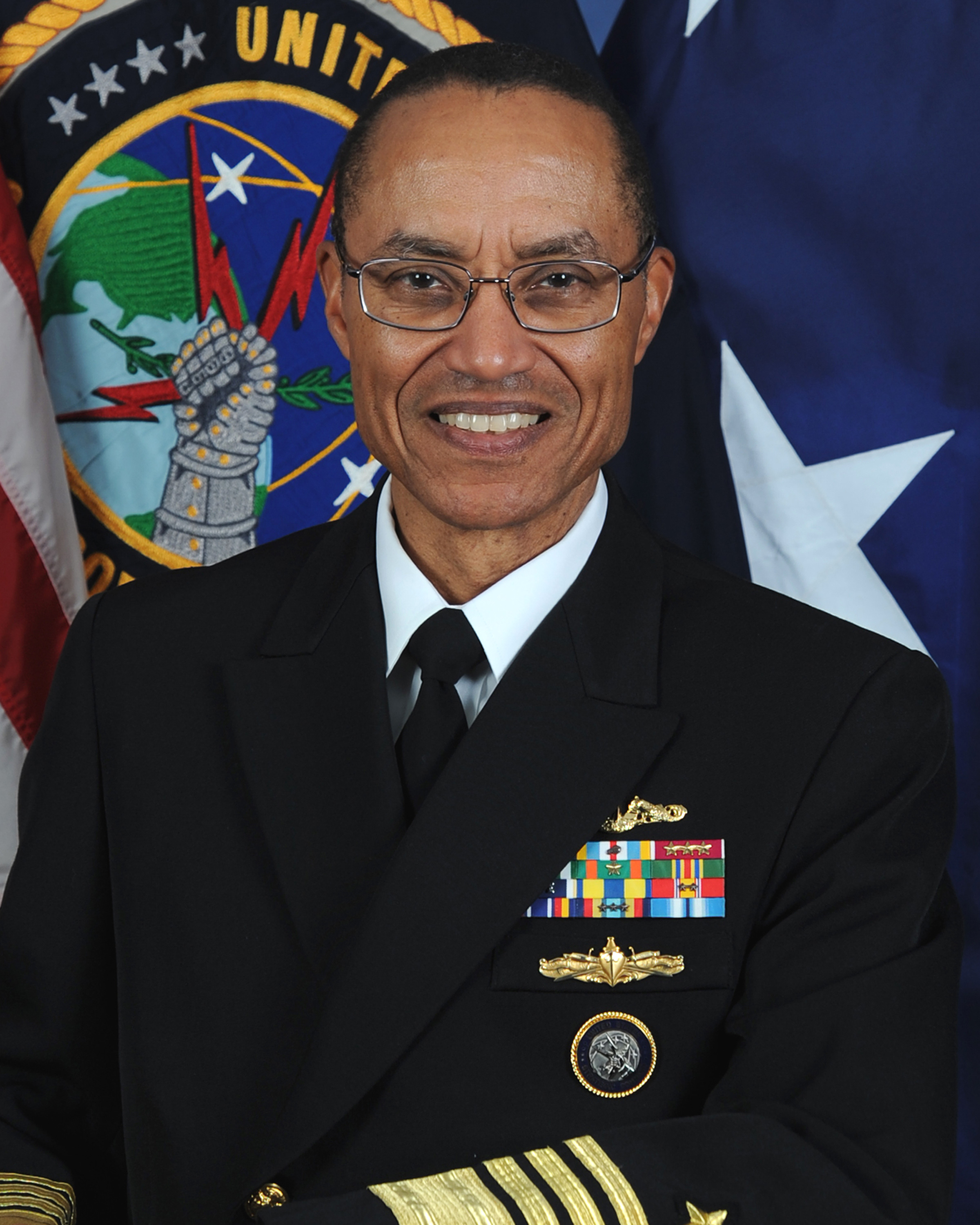
Cecil Haney (2013)

Cecil D. Haney (* Dezember 1955 in Washington, D.C.) ist ein ehemaliger Admiral der United States Navy (USN). Er war vom 15. November 2013 bis zum 3. November 2016 Oberbefehlshaber des U.S. Strategic Command (USSTRATCOM), einem teilstreitkraftübergreifenden Funktionalkommando der Streitkräfte der Vereinigten Staaten mit Sitz auf der Offutt Air Force Base, Nebraska.
Zuvor befehligte er von Januar 2012 an die U.S. Pacific Fleet (USPACFLT).

## Ausbildung
Haney wuchs in Washington, D. C. auf und schloss 1978 ein Studium an der United States Naval Academy mit einem Bachelor in Ocean Engineering ab. Seine weitere Ausbildung umfasst Masterabschlüsse in System Technology und Engineering Acoustics von der Naval Postgraduate School und in National Security Strategy von der National Defense University.

## Dienst als Flaggoffizier

Sitzend v. l.: US-Verteidigungsminister Chuck Hagel, der Vorsitzende des Vereinigten Generalstabs General Martin Dempsey, Haney und der bisherige Oberbefehlshaber des USSTRATCOM General C. Robert Kehler während der Kommandoübergabe am USSTRATCOM am 15. November 2013

Als Flottillenadmiral kommandierte Haney von Oktober 2006 an die Submarine Group Two in Groton, Connecticut, und wurde in dieser Dienststellung 2007 zum Konteradmiral befördert. Im März 2008 wechselte er zunächst als Director, Naval Warfare Integration Group, dann als Director, Submarine Warfare Division in den Stab des Chief of Naval Operations nach Washington, D. C.
Im Dezember 2010 wurde Haney unter Beförderung zum Vizeadmiral zum stellvertretenden Kommandeur des USSTRATCOM berufen, bevor er am 20. Januar 2012 das Kommando über die Pacific Fleet übernahm und zum Admiral ernannt wurde.
Am 24. Juni 2013 nominierte US-Präsident Barack Obama Haney für die Nachfolge von General C. Robert Kehler (US Air Force) als Oberbefehlshaber des USSTRATCOM. Der Senat bestätigte die Nominierung am 1. August, Haney trat das Kommando schließlich am 15. November an.

## Beförderungen
| Rang                      | Datum |
| ------------------------- | ----- |
| Ensign                    | 1978  |
| Lieutenant Junior Grade   | n/a   |
| Lieutenant                | n/a   |
| Lieutenant Commander      | n/a   |
| Commander                 | n/a   |
| Captain                   | n/a   |
| Rear Admiral (lower half) | n/a   |
| Rear Admiral (upper half) | 2007  |
| Vice Admiral              | 2010  |
| Admiral                   | 2012  |

## Auszeichnungen
Auswahl der Dekorationen, sortiert in Anlehnung an die Order of Precedence of Military Awards:
- Navy Distinguished Service Medal mit goldenem Stern
- Defense Superior Service Medal mit bronzenem Eichenlaub
- Legion of Merit mit drei goldenen Sternen
- Navy & Marine Corps Commendation Medal mit zwei goldenen Sternen
- Navy & Marine Corps Achievement Medal mit goldenem Stern
- Meritorious Unit Commendation
- Navy “E” Ribbon (2×)
- Navy Expeditionary Medal
- National Defense Service Medal mit zwei bronzenen Sternen
- Global War on Terrorism Service Medal
- Sea Service Ribbon mit drei bronzenen Sternen
- Navy Arctic Service Ribbon

1998 wurde Haney außerdem mit dem Vice Admiral James Bond Stockdale Award for Inspirational Leadership ausgezeichnet.